# 埼玉県下水道公社
公益財団法人 埼玉県下水道公社（こうえきざいだんほうじんさいたまけんげすどうこうしゃ）は、埼玉県を設立団体とする公益財団法人。本社はさいたま市桜区にある。1979年2月1日設立。

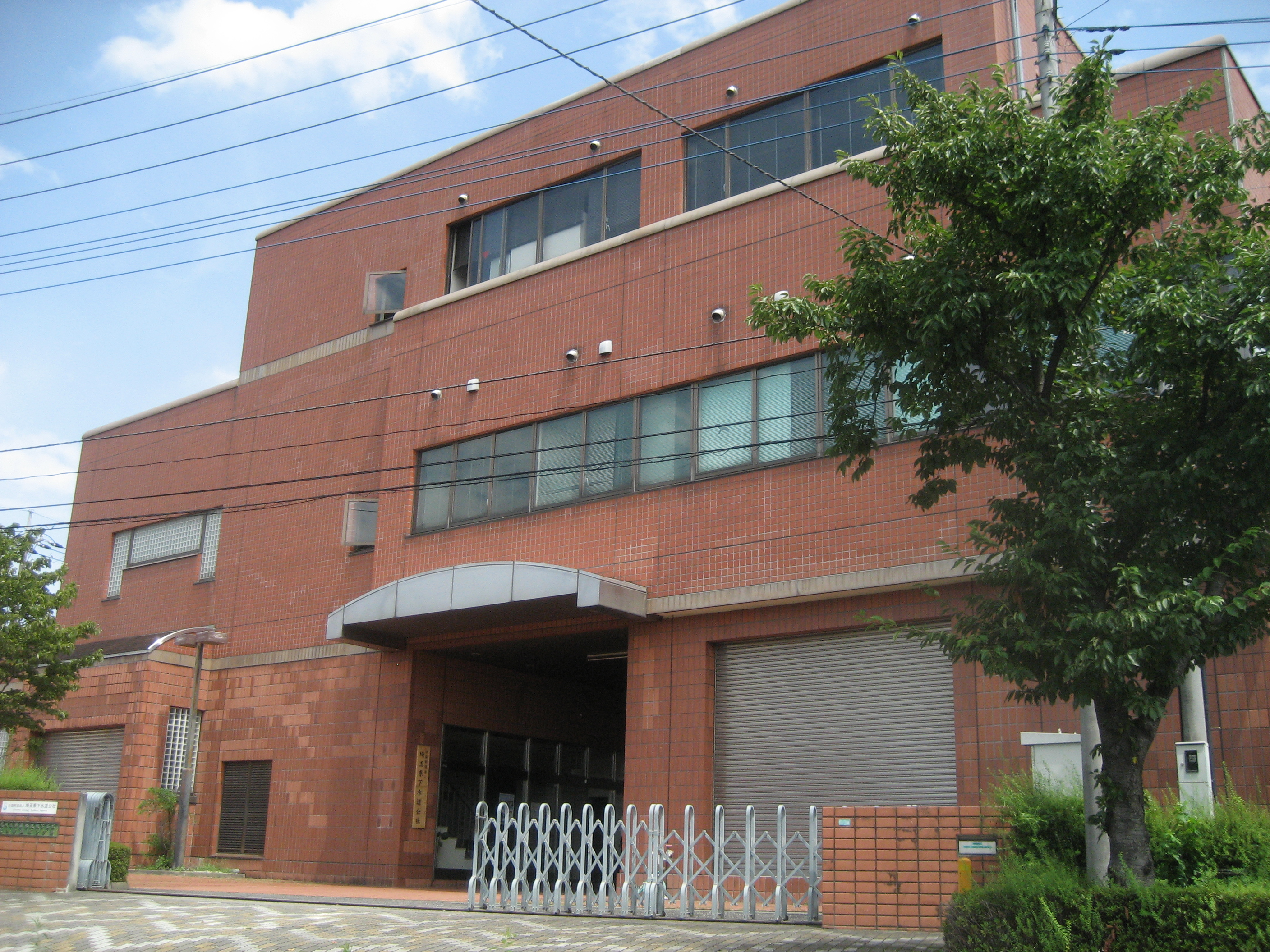
埼玉県下水道公社

## 事業内容
- 県民への下水道知識の普及及び啓発
- 汚水及び汚泥の処理方法についての調査及び研究
- 埼玉県が設置する流域下水道終末処理場等の維持管理業務の受託
- 県内各市町村が設置・管理する公共下水道の水質分析等技術的業務の受託

## 本社
- さいたま市桜区田島7-2-23

## 管理する施設及び担当支社

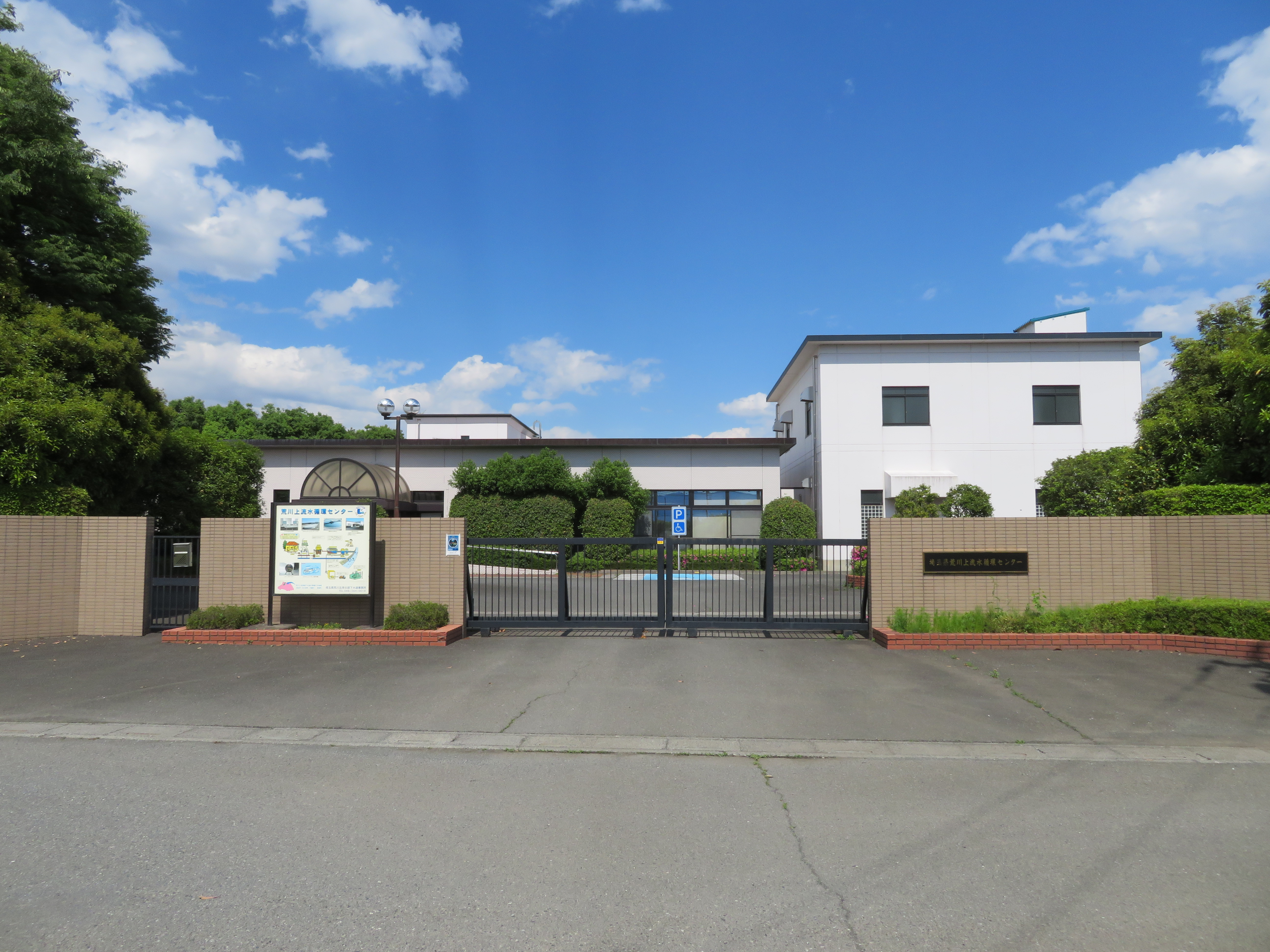
荒川上流水循環センター

- 荒川水循環センター（戸田市）（荒川左岸南部支社）
- 元荒川水循環センター（桶川市）（荒川左岸北部支社）
- 市野川水循環センター（滑川町）（荒川左岸北部支社所管）
- 荒川上流水循環センター（深谷市）（荒川左岸北部支社所管）
- 新河岸川水循環センター（和光市）（荒川右岸支社）
- 新河岸川上流水循環センター（川越市）（荒川右岸支社滝ノ下支所）
- 中川水循環センター（三郷市）（中川支社）
- 古利根川水循環センター（久喜市）（古利根川支社）
- 水質調査センター（荒川左岸北部支社内）